# 笠原康哉
笠原 康哉（芸名かっさん）（かさはら やすちか、1969年10月2日 - ）は、日本の歌手、ダンサー、芸人。兵庫県出身。血液型はB型。PaniCrewのリーダーを担当。ロボットK名義で芸人活動も行っている。右利き。ダンサーとしての経歴は国内最高峰のダンスコンテストJAPAN DANCE DELIGHTにて優勝する日本を代表するPOPPERでもある。
過去においては、PaniCrewが以前、所属していたアミューズ所属となっていた。
PaniCrewとしての活動はもちろんのこと、個人では2009年のR-1グランプリ出演以降(三回戦進出)、『イツザイ』、NTV『エンタの天使』、同『1億3000万人の法則』、TVO『チャンピオンレコーズ』、『ラママ』、『お笑いヒットパレード』などのTV/舞台に出演するなど、活動の幅を広げている。
2010年9月以降、活動を関西に移しMDF DANCE STUDIOを阪神尼崎に創設。PaniCrewの活動と並行して、ダンスとジャグリングを織り交ぜた、ストリートパフォーマーをしながら、ダンスインストラクター、MC、ラジオやイベントを精力的に活動
2012年より本格的にジャグリングを習得し、ダンスとジャグリングを混ぜ大道芸スタイルも習得。
2013年11月には、日本コロムビアからPaniCrewとして最新シングル＆ベストアルバムをリリースし、再デビューも果たす。
2014年1月以降、兼ねてより力を入れていたジャグリング専門店ジャグリングショップMDFを大阪は石橋に創設。※(大阪・池田市)その傍ら大阪ドロットプロジェクトメンバーに選ばれ、同年１月アルバムの中で新曲をリリース
2018YouTubeチャンネル「かっさんチャンネル」にてバイクユーチューバーとしても活動
2019 ダンススタジオMDF尼崎、ジャグリング ショップMDF石橋、ダンススタジオ石橋
　　　兵庫県パフォーマー協会設立
2021 映画「スーパーアパートメントワイフ〜奥様はゴーレム〜」出演

## 舞台
- Physical Theatre "ØEN I ØST"（ウーエン・イ・ウースト）〜THE ISLAND IN THE EAST〜（TEAM NACSと共演）
- LIMIT100（PANICREWオリジナル作品）
- JOKER（PANICREWオリジナル作品にて全国ツアー）
- 東京の赤い雪（準主役で早見優らと共演）
- SAMURAI 挽歌３（植木、山本らPaniCrewメンバーと共演）
- G-CIRQUE(アクロバットカンパニーG ROKETSと共演)
- レイジーミッドナイト　ゲスト出演
- 淡路島「ニジゲンノモリ」立ち上げ時のパフォーマンス出演＆構成

## 作詞
- アニメ「獣装機攻ダンクーガ ノヴァ」ルゥ・リルリ「PUZZLE」作詞
- PaniCrew「ライジングサン」作詞、素敵シリーズ作詞
- P☆ZDY「Shooting STAR」作詞

## 映画
- 恋文日和 （ブロードバンド版にて村川絵梨と共演）
- スーパーアパートメントワイフ〜奥様はゴーレム〜」出演

## CM
- ダスキン（さだまさしと共演）
- グリコ「パリップス」
- スマイルホーム
- BIG STEP
- 関西電力

## TV
- 1999.07～2000.03：日本テレビ「ポケットミュージック」レギュラー
- 1999.10～2000.03：テレビ大阪「Chacktee!（チャクッテ）」
- 2000.05～2001.03　テレビ大阪「ゲッパニ!」
- 日本テレビ系「三宅裕司のドシロウト!」レギュラー
- テレビ東京「パニクラッ!」レギュラー
- その他、うたばん/HEYHEYHEY/MUSIC STATION/ポップジャム/musix/たけしの誰でもピカソ
- ここが変だよ日本人/夜もヒッパレ/　・・その他多数
- 2014.11：テレビ朝日「トライブクルクル」ハットトリックで関根麻里と共演
- 2016.2.17 関西テレビ「よ～いドン！」となりの人間国宝さん
- 2016.3:朝日方法「西川きよしのおしゃべりあるき目です」西川きよしさんと共演
- 2017:NHK「猫がみるみるテレビ」ジャグリング 出演
- 2018.9:関西テレビ「ジャニ勉」関ジャニさんと共演
- 201８.11:関西テレビ「雨上がりのフォトブラ」雨上がり決死隊、アジアン、的場浩司さんと共演
- 2019.2:NHK「まちけん参上」出演
- 2019.5:NHK「天才！てれびくん」千鳥さんと共演
- 2019.3:名古屋テレビ【メ〜テレ】「踊り！彩り！祭nine」祭nine出演＆振り付け
- 2019.10:eo光TV「ビタペディア」ビタミンSと共演
- 2019.11.8:eo光TV「げつきん」アルミカンと共演

## ラジオ
- MBSラジオ「ミッドナイトドライブ～パニクルーの3時に逢いましょう!～」
- NACK5「パニクル!サタデー」
- OBC「MEGA HITS! COUNT DOWN WEST」（笠原単独で3時間生放送で3年間メインDJを務める）
- FM AICHI「PaniCrewアスナルトレジャー」（3年間レギュラーでメインDJを務める）その他多数
- FM AIAI「PaniCrew KASSANのプロジェクトA」(2012年から現在毎週木曜レギュラー)

## 振り付け
- PaniCrewのシングルやアルバムの振り付け、ライブ内での演出／構成多数
- 須藤元気（ワールドオーダー）への楽曲振り付け&レッスン
- CLUB PRINCE(現在発売中のシャンパンダーやカップリングの振り付け、前作ではPVにも出演)
- FLOWへのライブ内でのダンス振り付け
- PRIME（アイドルグループへの振り付け）
- キラーズ&オセロ松嶋（キラキラアフロの武道館&大阪城ホールライブ演出）
- 舞台「東京日和」にて。ウッチャンナンチャン内村光良へのダンスレッスン&振り付け
- アニメロダンスの振り付け＆武道館ライブの出演
- AKB48からチームドラゴン心の羽根の振り付けを担当。『ドラゴンボール改』エンディングテーマ曲
- 企業CM「MORISON」

## 現在
- PaniCrewにてライブ&イベント継続しつつも、MDF DANCE STUDIOを中心にインストラクターをしながら後身を育てる。
- 2011年FM aiaiにて「PaniCrew KASSANのProject-A」のレギュラー番組をスタート
- 2013年日本コロムビアより最新シングル＆ベストアルバムリリース
- 2013年兼ねてよりジャグリングとダンスの融合を進めていた関係もあり、ジャグリングショップMDFを大阪に創設
- 2014年大阪万博公式アーティストとしてのライセンス取得、りんくうシークルパフォーマーライセンス習得
- 2014年ダンスとジャグリングを融合したチーム「大阪ダグルクルー」結成、各種イベント出演
- 2015年自身主宰のジャグリングバトルイベント「ジャグリングジャムセッション（JJS）」主宰
- 2015年名古屋公認の正式パフォーマー「POP UP ARTIST」に認定され名古屋パフォーマーライセンス習得
- 2017兵庫県パフォーマー協会設立
- 2018YOUTUBE「かっさんチャンネル」内にてバイクユーチューバー （モトブロガー ）としての活動スタート